# Pieter Frederik van Os

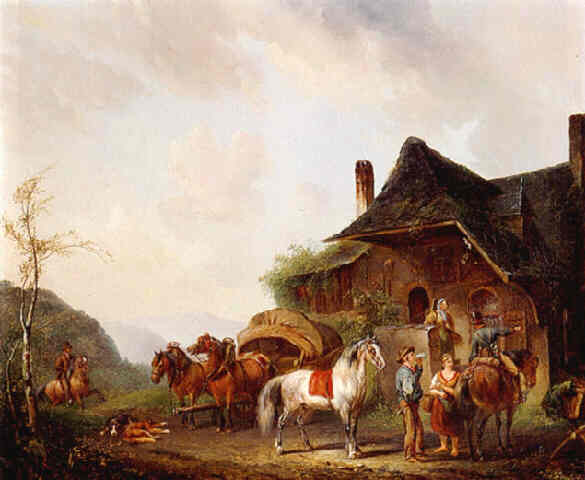
Ruiters en reizigers voor een herberg, olieverf op doek, 66 x 87 cm

Pieter Frederik van Os (Amsterdam, 8 oktober 1808 – Haarlem, 31 maart 1892) was een Nederlands kunstschilder. Hij was een zoon en leerling van Pieter Gerardus van Os en werkte voornamelijk in de geest van zijn vader.
Van Os maakte deel uit van een bekende familie van kunstenaars: zijn grootvader, 'stamvader' van het kunstenaarsgeslacht, was Jan van Os. Zijn ooms waren Pieter en Georgius van Os. Ook zijn tante Maria Margaretha van Os was kunstschilder. Van Os maakte reizen door België en Duitsland, en vestigde zich in 1839 in Haarlem. Evenals zijn vader specialiseerde hij zich in het schilderen van dieren, in zijn geval met name paarden in al hun verschijningsvormen, als werkpaard, trekpaard of renpaard.
Pieter Frederik van Os was de leermeester van onder meer Anton Mauve (1838-1888) en Johannes Hubertus Leonardus de Haas (1832-1908).
Werk van Van Os bevindt zich onder meer in het Kunstmuseum Den Haag en in Museum Boijmans Van Beuningen in Rotterdam.